# Robert Benjamin Leighton
Robert Benjamin Leighton, ameriški fizik in astrofizik, * 10. september 1919, Detroit, Michigan, ZDA, † 9. marec 1997, Pasadena, Kalifornija, ZDA.
Nacionalna akademija znanosti ZDA mu je leta 1986 podelila medaljo Jamesa Craiga Watsona.